# 塞雷娜深淵
12°3.924′N 144°34.868′E / 12.065400°N 144.581133°E

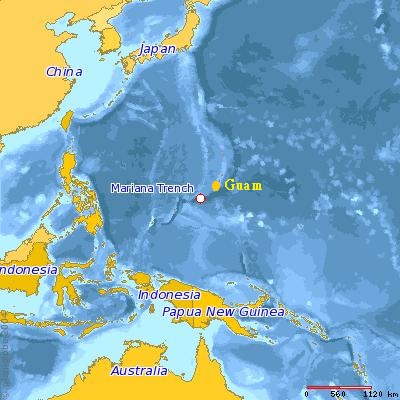
馬里亞納海溝在西太平洋的位置

塞雷娜深淵(Sirena Deep)最初名為 HMRG Deep，於1997年由來自夏威夷的一組科學家發現。 其直接測量深度為10,714米（35,151 英尺），僅次於挑戰者深淵和地平線深淵，是目前已知的海洋中最深的直接測量深度。它位於馬里亞納海溝沿岸，距離挑戰者深淵以東200公里，關島以南145公里。